# Richard Riehle
Richard Riehle (Menomonee Falls, 12 maggio 1948) è un attore statunitense.

## Biografia
Rimasto orfano di padre a 13 anni, ha interpretato numerosi ruoli di supporto in film quali Decisione critica, Pomodori verdi fritti alla fermata del treno, Paura e delirio a Las Vegas, Provaci ancora Ethan. Ha ricoperto molti ruoli anche come attore televisivo, tra cui quello di Merrick nella serie Buffy l'ammazzavampiri.

## Filmografia parziale

### Cinema
- Black Rain - Pioggia sporca (Black Rain), regia di Ridley Scott (1989)
- Glory - Uomini di gloria (Glory), regia di Edward Zwick (1989)
- Pomodori verdi fritti alla fermata del treno (Fried Green Tomatoes), regia di Jon Avnet (1991)
- Doppia anima (Prelude to a Kiss), regia di Norman René (1992)
- Uomini e topi (Of Mice and Men), regia di Gary Sinise (1992)
- Eroe per caso (Hero), regia di Stephen Frears (1992)
- Body of Evidence - Il corpo del reato (Body of Evidence), regia di Uli Edel (1993)
- Free Willy - Un amico da salvare (Free Willy), regia di Simon Wincer (1993)
- Il fuggitivo (The Fugitive), regia di Andrew Davis (1993)
- Killer - Diario di un assassino (Killer: A Journal of Murder), regia di Tom Metcalfe (1995)
- Casinò, regia di Martin Scorsese (1995)
- Decisione critica (Executive Decision), regia di Stuart Baird (1996)
- The Fan - Il mito (The Fan), regia di Tony Scott (1996)
- L'agguato - Ghosts from the Past (Ghosts of Mississippi), regia di Rob Reiner (1996)
- Richie Rich e il desiderio di Natale (Richie Rich's Christmas Wish), regia di John Murlowski (1998)
- Soluzione estrema (Desperate Measures), regia di Barbet Schroeder (1998)
- La strana coppia II (The Odd Couple 2), regia di Howard Deutch (1998)
- Paura e delirio a Las Vegas (Fear and Loathing in Las Vegas), regia di Terry Gilliam (1998)
- Codice Mercury (Mercury Rising), regia di Harold Becker (1998)
- Arma letale 4 (Lethal Weapon 4), regia di Richard Donner (1998)
- Gigolò per sbaglio (Deuce Bigalow: Male Gigolo), regia di Mike Mitchell (1999)
- Impiegati... male! (Office Space), regia di Mike Judge (1999)
- The Fluffer, regia di Richard Glatzer e Wash Westmoreland (2001)
- Collisione zero (Crash Point Zero), regia di Jim Wynorski (2001)
- Dimmi che non è vero (Say It Isn't So), regia di James B. Rogers (2001)
- Mysterious Skin, regia di Gregg Araki (2004)
- Provaci ancora Ethan (The Mostly Unfabulous Social Life of Ethan Green), regia di George Bamber (2005)
- 2 single a nozze - Wedding Crashers (Wedding Crashers) (2005)
- Hatchet, regia di Adam Green (2006)
- L'uomo che venne dalla Terra (The Man from Earth), regia di Richard Schenkman (2007)
- Big Stan, regia di Rob Schneider (2007)
- Smiley Face, regia di Gregg Araki (2007)
- Red, regia di Trygve Allister Diesen e Lucky McKee (2008)
- Messengers 2 - L'inizio della fine (Messengers 2: The Scarecrow), regia di Martin Barnewitz (2009)
- Halloween II, regia di Rob Zombie (2009)
- Growth - Terrore sotto la pelle (Growth), regia di Gabriel Cowan (2010)
- Zampa e la magia del Natale (The Search for Santa Paws), regia di Robert Vince (2010)
- Supercuccioli a caccia di tesori (Treasure Buddies), regia di Robert Vince (2012)
- Extracted, regia di Nir Paniry (2012)
- Bad Ass, regia di Craig Moss (2012)
- Non aprite quella porta 3D (Texas Chainsaw 3D), regia di John Luessenhop (2013)
- Munchausen, regia di Ari Aster; cortometraggio (2013)
- Moschettieri a 4 zampe, regia di Jesse Baget (2014)
- Transformers 4 - L'era dell'estinzione (Transformers: Age of Extinction), regia di Michael Bay (2014)
- Amnesiac, regia di Michael Polish (2015)
- Fear Inc., regia di Vincent Masciale (2016)

### Televisione
- La signora in giallo (Murder, She Wrote) - serie TV, episodi 6x06-9x04 (1989-1992)
- Star Trek: The Next Generation - serie TV, episodio 5x25 (1992)
- Perry Mason: Il bacio che uccide (Perry Mason: The Case of the Killer Kiss), regia di Christian I. Nyby II (1993) - film TV
- Vagone letto con omicidio (South by Southwest), regia di Anthony Shaw - film TV (1997)
- Colombo (Columbo) - serie TV, episodi 10x12 e 10x13 (1998-2001)
- Il piccolo capo indiano (The Ransom of Red Chief), regia di Bob Clark - film TV (1998)
- Sabrina, vita da strega (Sabrina, the Teenage Witch) - serie TV, 1 episodio (2000)
- West Wing - Tutti gli uomini del Presidente (The West Wing) - serie TV. episodio 2x13 (2000)
- Star Trek: Voyager - serie TV, episodi 6x11 e 6x17 (2000)
- E.R. - Medici in prima linea (ER) - serie TV, 1 episodio (2002)
- Star Trek: Enterprise - serie TV, episodi 4x05 e 4x06 (2004)
- Il nostro primo Natale (Our First Christmas), regia di Armand Mastroianni – film TV (2008)
- Modern Family – serie TV, 1 episodio (2013)
- Due uomini e mezzo (Two and a Half Men) – serie TV, 1 episodio (2014)
- NCIS - Unità anticrimine (NCIS) – serie TV, episodi 13x07-14x14 (2015-2017)
- Now Apocalypse – serie TV, episodio 1x04 (2019)
- American Housewife – serie TV, episodio 3x20 (2019)
- Le amiche di mamma (Fuller House) – serie TV, episodio 5x03 (2020)
- Barry – serie TV, episodi 4x03-4x04 (2023)

### Doppiatore
- Mucche alla riscossa (Home on the Range), regia di Will Finn e John Sanford (2004)

## Doppiatori italiani
Nelle versioni in italiano delle opere in cui ha recitato, Richard Riehle è stato doppiato da:
- Dante Biagioni in Volo 323: Cronaca di un disastro, Ken Park, Le amiche della sposa, Transformers 4 - L'era dell'estinzione
- Giorgio Lopez in Star Trek: The Next Generation, Ally McBeal, Non aprite quella porta 3D, Un Natale molto bizzarro
- Pietro Biondi in Uomini e topi, Killer - Diario di un assassino, Midnight Clear
- Dario Penne in Un lavoro da giurato, Resurrection Mary, NCIS - Unità anticrimine
- Dario De Grassi in Dimmi che non è vero, A casa con i tuoi, Psych
- Paolo Lombardi in Pomodori verdi fritti alla fermata del treno, Mysterious Skin
- Giorgio Favretto in Marito a sorpresa, Matrimonio per papà
- Carlo Baccarini in Ombre e nebbia, L'agguato - Ghosts from the Past
- Luciano De Ambrosis in Glory - Uomini di gloria, Zampa e la magia del Natale
- Toni Orlandi in La signora in giallo (ep. 6x06), Arma letale 4
- Ambrogio Colombo ne I Finnerty, Hatchet
- Silvio Anselmo in Doppia anima
- Claudio Fattoretto in Occhio indiscreto
- Vittorio Amandola in Gigolò per sbaglio
- Alessandro Rossi ne Il fuggitivo
- Vittorio Di Prima in Impiegati... male!
- Giuliano Santi in Halloween II
- Mario Bardella in Black Rain - Pioggia sporca
- Sandro Sardone in Decisione critica
- Renato Mori in Boston Legal
- Saverio Moriones in La signora in giallo (ep. 9x04)
- Luciano Roffi in Casinò
- Enzo Avolio in La signora in giallo - Vagone letto con omicidio
- Germano Longo in Supercuccioli a caccia di tesori
- Cesare Rasini in Kickin'It - A colpi di karate
- Bruno Alessandro in Due uomini e mezzo
- Carlo Reali in Major Crimes
- Riccardo Rovatti in Harold & Kumar - Un Natale da ricordare
- Ermanno Ribaudo in The Middle
- Edoardo Nordio in L'uomo che venne dalla Terra
- Carlo Valli in Barry

Da doppiatore è sostituito da:
- Dante Biagioni in Mucche alla riscossa